# 이케다시립 이케다 소학교

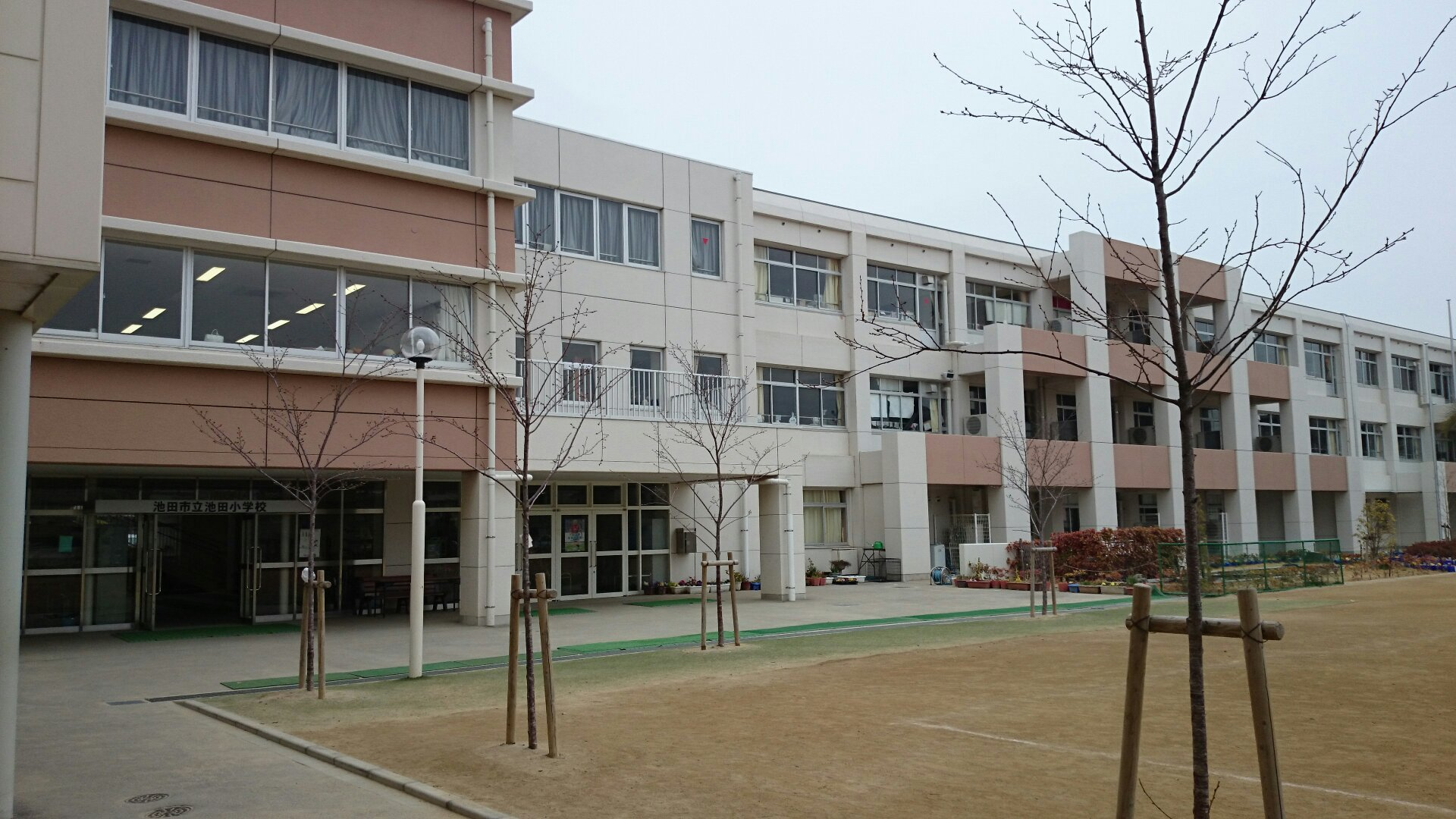
이케다시립 이케다 소학교

이케다시립 이케다 소학교(池田市立池田小学校)는 일본 오사카부 이케다시 다이와정(大和町)에 있는 공립 소학교이다.